# Jürgen Christoph Reidemeister
Jürgen Christoph Reidemeister (* 14. Januar 1934 in Berlin) ist ein deutscher Mediziner und Herzspezialist.

## Leben
Jürgen Reidemeister ist der Sohn des Leopold Reidemeister und der Ursula Reidemeister, geborene Nordmann. Sein Onkel war der Philosoph Kurt Reidemeister, seine Tante die Pädagogin Marie Neurath, geborene Reidemeister und sein Großvater der Chirurg Otto Nordmann. Er besuchte Schulen in Berlin, Bad Harzburg und Köln, wo er das Abitur ablegte. Er studierte in Hamburg, Paris und Freiburg. Er wurde 1959 in Freiburg promoviert. Seine Facharztausbildung schloss er 1969 ab. Seine Habilitation setzte sich mit der Myokardprotektion auseinander, seine Venia legendi erhielt er 1970 in Köln. Im Jahr 1973 wurde Reidemeister ordentlicher Professor und Leiter der Abteilung für Thorax- und Kardiovaskuläre Chirurgie an der Universitätsklinik Essen, die er seit 1970 mit aufgebaut hatte.
Reidemeister ist verheiratet, hat zwei Töchter und einen Sohn. Er spielt Geige; unter anderem spielte er im Collegium Musicum der Universität Essen.

## Leistungen
Von 1977 bis 1978 war Reidemeister Dekan der Medizinischen Fakultät und Vorsitzender des Konvents an der Universität Essen. Reidemeister wurde 1991 Präsident des Weltkongresses „Thoracic Organ Transplantation“ in Essen. Von 1995 bis 1997 war er Präsident der Deutschen Gesellschaft für Thorax-, Herz- und Gefäßchirurgie. Die Klinik konnte unter anderem erfolgreiche Transplantationen von Herz, Lunge und Herz und Lunge in Kombination vorweisen. Im Jahre 1999 wurden in der Klinik  etwa 1000 Eingriffe am offenen Herzen vorgenommen. Reidemeister wurde 1999 emeritiert und arbeitete danach als beratender Arzt für die Helios-Kliniken am St. Josefs-Hospital im Bochumer Stadtteil Linden.

## Auszeichnungen
- 1993 Bundesverdienstkreuz

## Mitgliedschaften
- Rotary Club Essen-Mitte
- ehem. Vorsitzender der Jugendmusikschule Essen-Kettwig

## Schriften (Auswahl)
- Die Entwicklung der extrakorporalen Zirkulation und der heutige Stand ihrer Anwendungsmöglichkeiten. In: Chir. Band 42, 1971, S. 202 ff.
- Herz- und Lungentransplantation Thorakale Transplantationen: Stand und Ausblick. In: Essener Unikate. Band 10, 1998 (online; PDF; 135 kB).